# Densé Ju
Densé Ju je druhé studiové album brněnské skupiny Čankišou hrající hudbu stylu world music. Vyšlo v roce 2002 ve vydavatelství FT Records. Na CD se též nachází videoklip ke skladbě „Sham Sut“ z předchozího alba.

## Seznam skladeb
Všechny skladby napsal(i) Čankišou, pokud není uvedeno jinak. 
| Pořadí         | Název                       | Autor                          | Délka |
| -------------- | --------------------------- | ------------------------------ | ----- |
| 1.             | Mazhaithuli                 | M. S. Viswanathan, Hariharan   | 4:42  |
| 2.             | Na na                       |                                | 4:56  |
| 3.             | Simpodersi                  |                                | 5:14  |
| 4.             | Densé ju                    | mongolská lidová, Čankišou     | 1:57  |
| 5.             | Bekábo                      |                                | 5:45  |
| 6.             | Tikor                       |                                | 3:14  |
| 7.             | Sazzi                       |                                | 4:46  |
| 8.             | Kandahar                    |                                | 5:22  |
| 9.             | Kukaradža (live)            |                                | 6:21  |
| 10.            | Pohřeb /I.+II. část/ (live) |                                | 5:44  |
| 11.            | Diagonala (live)            | Z. Kluka, K. Heřman, D. Barová | 6:46  |
| Celková délka: | Celková délka:              | Celková délka:                 | 55:19 |

## Obsazení
Čankišou
- Karel Heřman – zpěv
- Jan Kluka – djembe, tarabuka, bicí, perkuse, vokály
- Zdeněk Kluka – bicí, perkuse, steel drum, harmonika, vokály
- Martin „Marthen“ Krajíček – mandolína, akustická a slide kytara, vokály
- Roman Mrázek – baskytara, vokály
- René Senko – tenorsax, vokály
- David S. Synák – flétny, okarína, didjeridoo, altsax, vokály

Hosté
- Dorota Barová – violoncello, zpěv (1, 5, 11)
- Lazaro Cruz – sólo trumpeta (3)
- Libor Mikoška – kytara, vokály (3, 5, 7)
- Ivory Rodriquez – hlas Svobodné Kuby (3)
- Ivo a Tereza Zoubkovi – trumpeta, trombon (3)